# Kumba Ialá
Kumba Ialá Embaló, psáno též Yalá (15. března 1953 – 4. dubna 2014) byl politik, předseda Strany sociální obnovy (PRS) a prezident Guineje-Bissau.

## Život

### Mládí
Narodil se 15. března 1953 do zemědělské rodiny v Bule. V dospívání se stal členem militantní Africké strany za nezávislost Guineje a Kapverd (PAIGC). Ta usilovala o nezávislost země, kterou ovládala portugalská kolonie.
Studoval teologii na Katolické univerzitě v Lisabonu a poté filozofii, tu ale nedokončil. V Bissau vystudoval práva na Právnické fakultě Univerzity Amílcara Cabrala. Po dokončení studií byl jmenován ředitelem Národního lycea Kwame N'Krumah, kde také vyučoval filozofii a psychologii.
Mluvil portugalsky, kriulsky, španělsky, francouzsky a anglicky. Kromě toho uměl latinu, řečtinu a hebrejštinu.

### Politická kariéra
Byl vedoucím delegace PAIGC v Moskvě u příležitosti 70. výročí bolševické revoluce. V roce 1989 byl ze strany vyloučen, protože požadoval větší demokratické reformy.

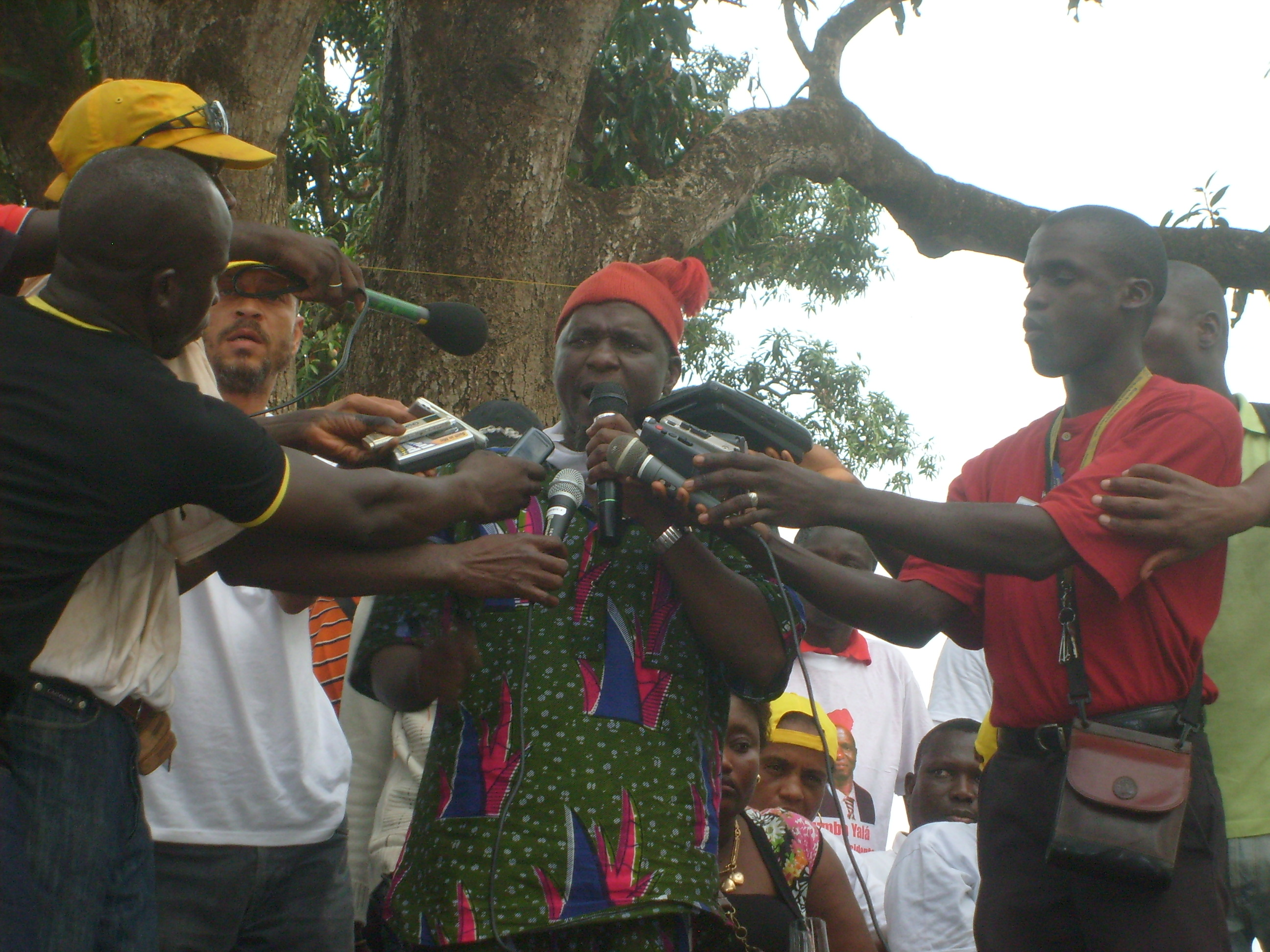
Kumba Ialá během kampaně v roce 2009

V roce 1991 pomáhal založit Demokratickou sociální frontu (DSF) a později založil Stranu sociální obnovy (PRS).
V roce 1994 ho v prezidentských volbách porazil João Bernardo "Nino" Vieira. Výsledky označil za lživé a odvolával se k soudům. Tyto návrhy byly ale zamítnuty.
Po občanské válce se koncem roku 1999 konaly nové volby. I přes zdravotní komplikace s vysokým krevním tlakem kampaň dokončil a byl zvolen novým prezidentem země.
Během jeho vlády v zemi panovala špatná morálka a nedostatek financí. Proto byl 14. září 2003 vojensky svržen, zadržen a umístěn do domácího vězení. Vůdce převratu generál Veríssimo Correia Seabra jeho vládu označil za neschopnou. Iála podepsal rezignaci a následujících pět let mu bylo zakázáno vměšování se do politiky. Koncem září byla ustanovena přechodná civilní vláda vedená podnikatelem Henriquem Rosou a generálním tajemníkem PRS Arturem Sanhou.
I přes svůj zákaz byl nadále politicky aktivní a netajil se budoucí prezidentskou kandidaturou. V roce 2008 konvertoval k Islámu. Velmi často komentoval současnou politickou náladu v zemi a neoficiálně vedl kampaň.

### Smrt
Utrpěl kardiopulmonální zástavu a zemřel v noci ze 3. na 4. dubna 2014 ve věku 61 let. Předchozí den mu nemělo být dobře. Vláda oznámila, že zemřel na infarkt. Zůstala po něm manželka Elisabete Ialá a jejich děti.